# Jongmyo

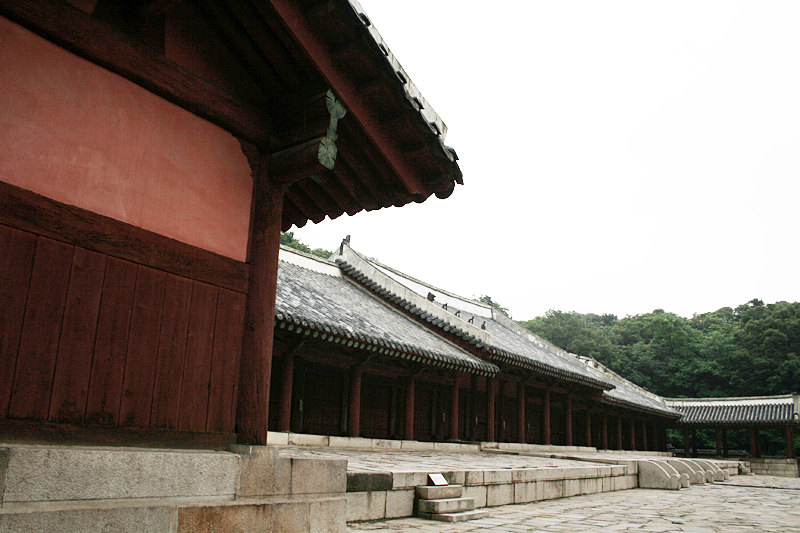
Jongmyo

Jongmyo är en helgedom tillägnad andarna till förfäderna inom den kungliga Joseondynastins släkt. Den är starkt influerad av konfuciansk tradition.
När den uppfördes år 1394 ansågs den vara en av de längsta byggnaderna i Asien, om inte den allra längsta. Här finns 19 minnesplaketter med kungar och 30 med drottningar placerade i 19 olika rum. Helgedomen brändes ner till grunden under Japans invasion 1592, men återuppbyggdes 1608.
1995 sattes Jongmyo upp på Unescos världsarvslista.